# Magnetický lov

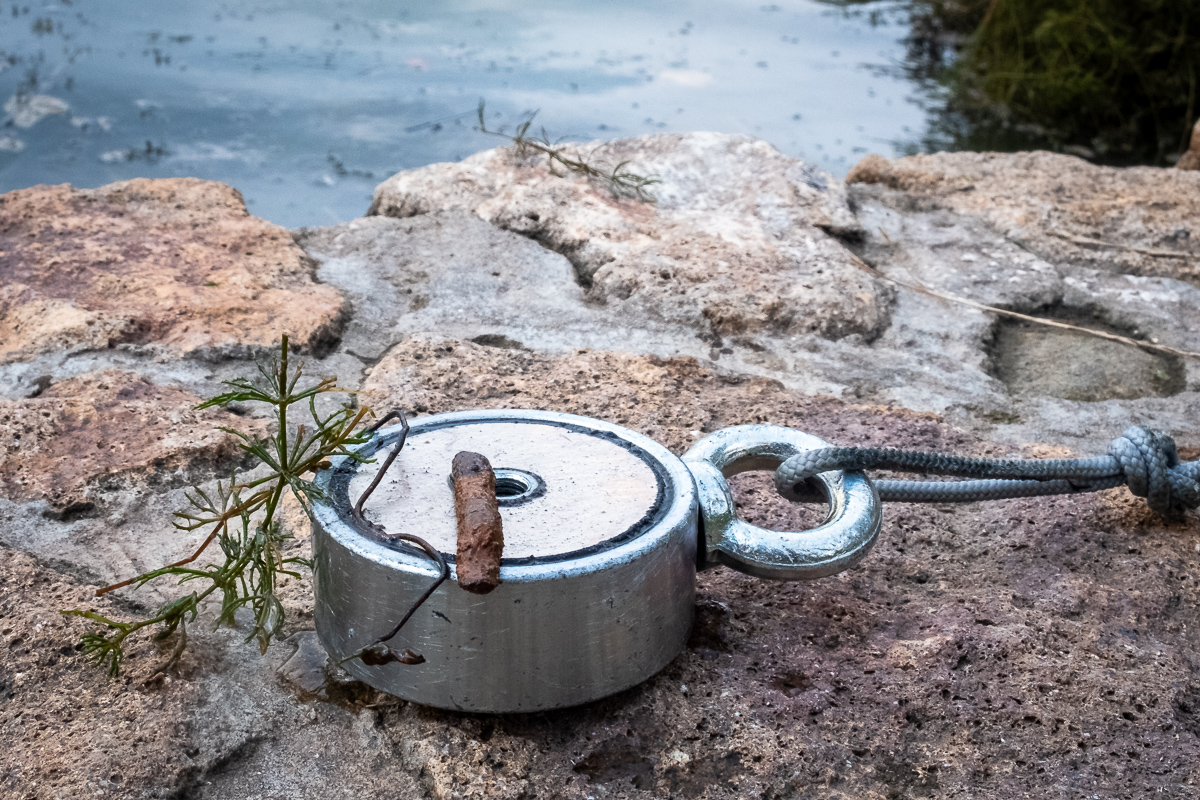
Neodymový magnet s okem pro magnet fishing

Magnetický lov známější pod originálním označením magnet fishing či magnetic fishing, je volnočasová zábava, během níž lovci za pomoci silného magnetu a lana prohledávají hlubiny vodních toků, řek, potoků, jezer, rybníků, přehrad, ve snaze vytáhnout z vod cennosti z feromagnetických kovů.

## Výbava pro magnetický lov
Pro magnetický lov lovci používají speciální silný neodymový magnet s velmi velkou magnetickou silou od 100 až do 1100 kg. Extra silné magnety používají zkušení lovci.

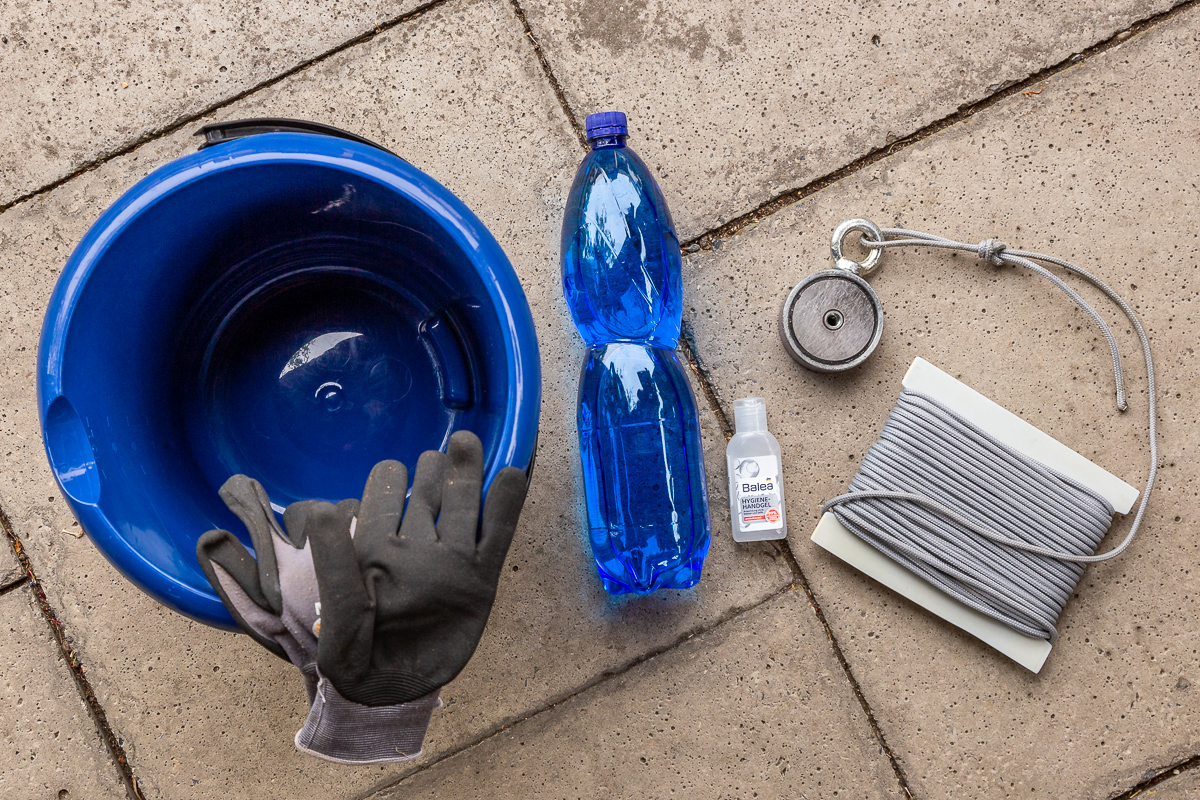
Výbava pro magnet fishing

Magnet pro magnet fishing je zapouzdřený v ocelovém pouzdře pro zvýšení magnetické síly a odolnosti. Magnet je vybaven šroubovacím okem ve středu, anebo ze strany. Existují jednostranné a oboustranné magnety pro magnetický lov.

## Lano na magnetický lov
K oku magnetu lovci přivazují lano se zvýšenou nosností až 550 kg, pomocí pevného uzlu, například osmičkové smyčky nebo šibeničního uzlu. Lano mívá pletené jádro z polyesteru (PES). Pro magnetický lov se nehodí horolezecká lana, protože příliš pruží.
Kromě silného magnetu a pevného lana lovci používají také další pomůcky – ochranné rukavice proti znečištění a zároveň spálení rukou (když lano projíždí mezi prsty), plastový kýbl nebo nádobu na nalezené předměty, ochranný kužel proti zaseknutí magnetu, ocelový hák pro vyzvednutí těžších předmětů, antibakteriální gel pro čištění rukou.

## Technika magnetického lovu
Magnetický lov spočívá v opakovaném vhazování magnetu přivázaném na laně do vody, kde klesne na dno, a následném tažení magnetu ke břehu. Lovec postupně posunuje směr vhozu magnetu do vody, čímž se zvětšuje akční rádius prohledávání. Další technikou je například tažení magnetu po dně podél břehu.

## Typy nálezů

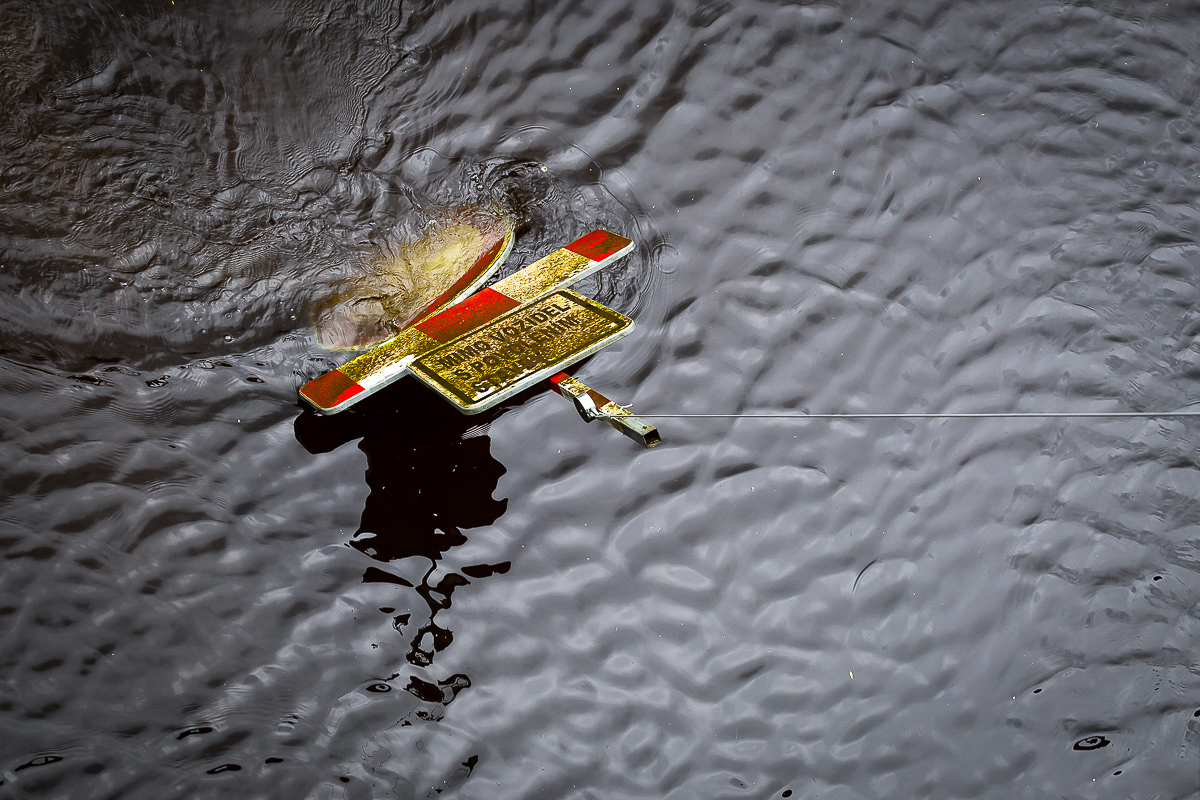
Tahání dopravní značky z řeky pomocí silného magnetu

Nalezené předměty je třeba po vytažení z vody očistit. Bývají rezavé, špinavé od bahna, podle doby, po kterou na dně leží. Lovci z hlubin vytahují například mince, zahozená jízdní kola, koloběžky, ocelové dráty, kusy zábradlí, dopravní značky, ale i starou munici a střelné zbraně.

## Nebezpečí magnetického lovu
Magnetický lov probíhá u vodních toků, což může být nebezpečné, hrozí spadnutí do řeky, přehrady. Dalším nebezpečím je možný nález staré munice či střelných zbraní. V takovém případě je třeba ihned kontaktovat Policii ČR a místo nálezu zabezpečit před kolemjdoucími. Silné magnety nepatří do rukou dětem, hrozí skřípnutí prstů či jiné úrazy.

## Hračky a napodobeniny pro děti
Na trhu je k dispozici několik hraček, napodobenin pro děti. Jejich používání ale může být nebezpečné z důvodu hrozícího oddělení silných magnetů a následného rizika spolknutí malých magnetů dětmi, na což upozorňuje například magazín dTest.

## Magnetický lov a legislativa
Stejně jako v jiných případech, i cenné a archeologické nálezy pocházející z magnetického lovu je třeba ohlásit u místně příslušného muzea, památkového úřadu nebo v archeologickém ústavu.
Nalezenou munici, střelivo, střelné zbraně je třeba nahlásit u Policie ČR. Takové nálezy mohou pocházet z trestné činnosti a být nebezpečné, munice může být nevybuchlá.

## Magnetický lov při čištění studen
Výbava pro magnetický lov slouží také pro čištění studen, kašen, případně k nalezení a vytažení spadlých a ztracených předmětů z feromagnetických kovů z hlubin, šachet, avšak hrozí, že se silný magnet přicvakne k železné nebo ocelové konstrukci.

## Komunita nadšenců věnujících se magnetickému lovu
V Česku a na Slovensku se zábavě lovu s magnetem věnují tisíce lidí, kteří se sdružují v různých skupinách na sociální síti Facebook, kde sdílejí nalezené úlovky.

## Galerie

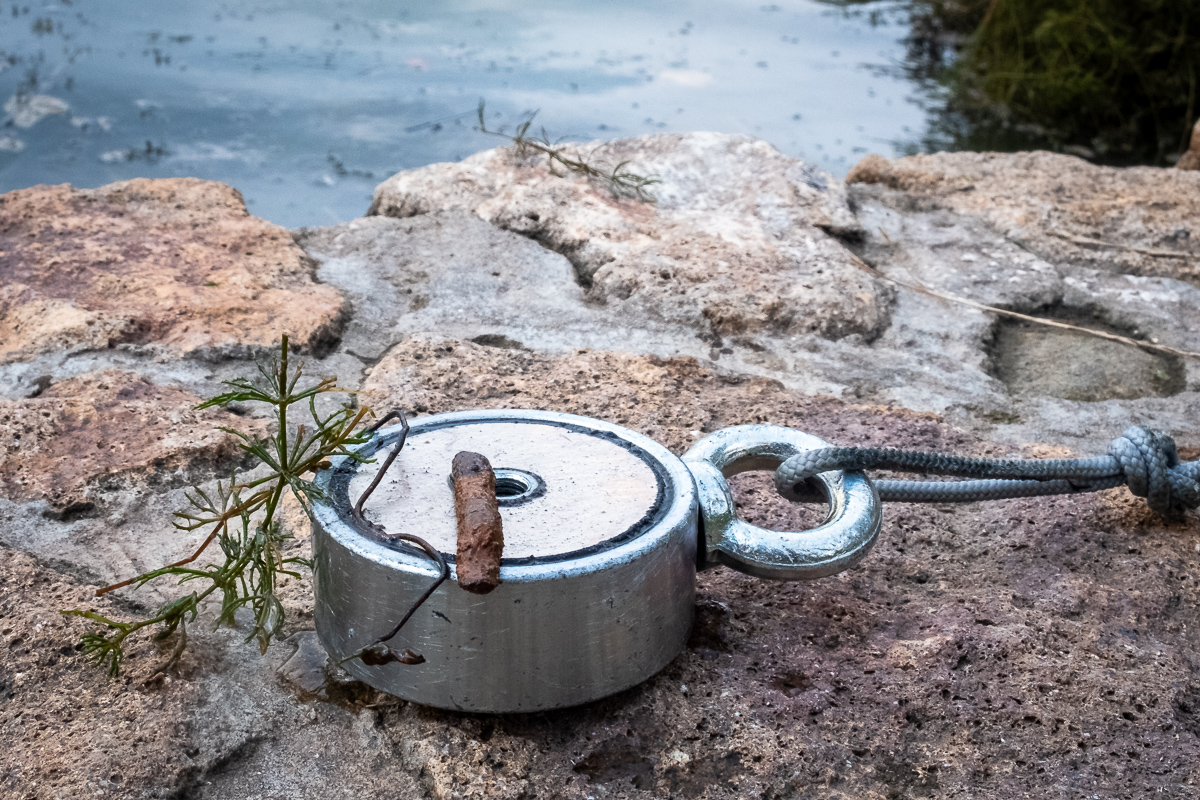
Oboustranný neodymový magnet pro magnetický lov, přivázaný k lanu, s přichyceným kusem feromagnetického kovu po vytažení z vody
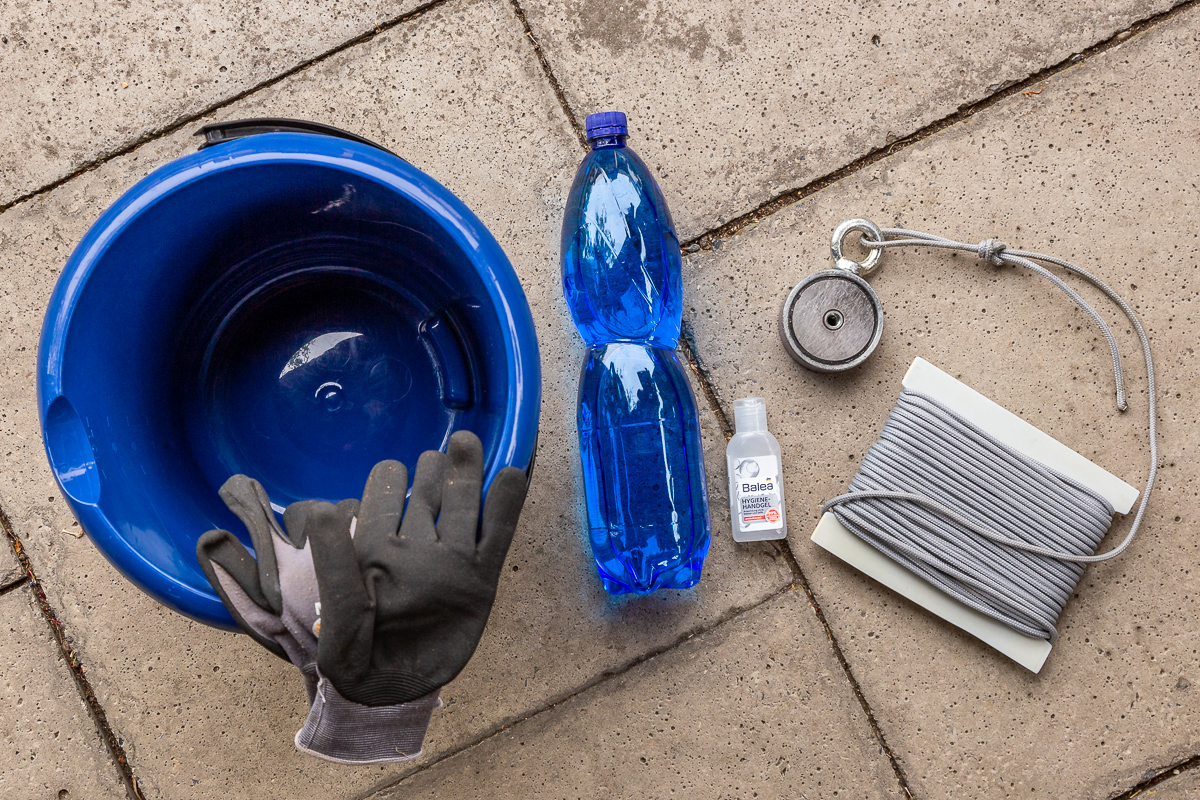
Výbava pro magnet fishing
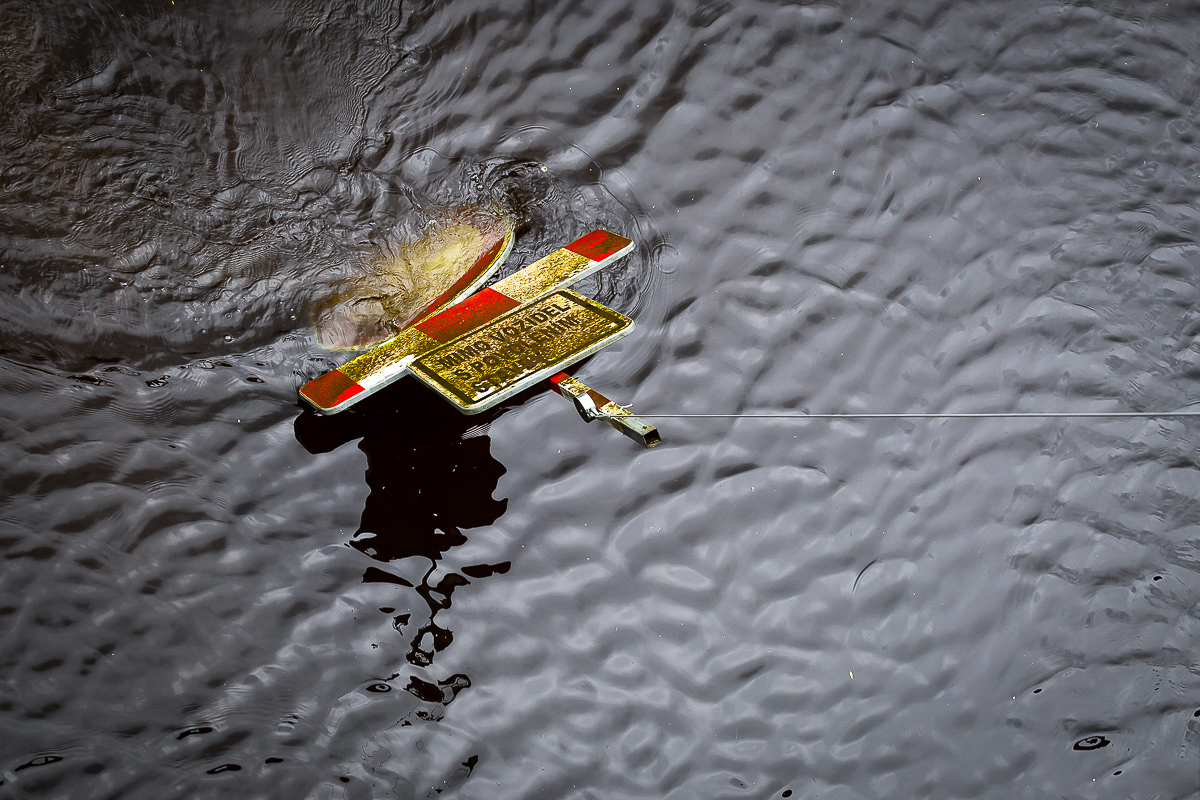
Dopravní značka vytahovaná z vody řeky pomocí silného magnetu pro magnet fishing
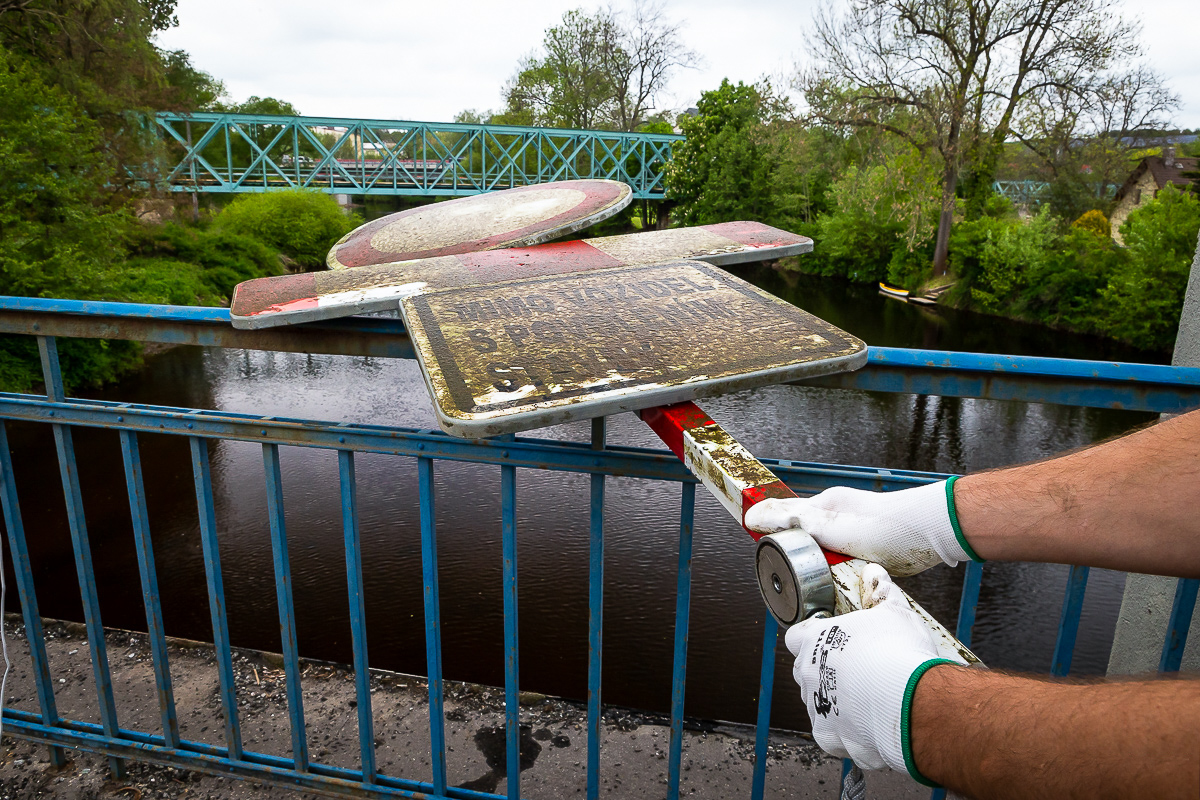
Dopravní značka vytažená z řeky pomocí silného magnetu pro magnet fishing a pevného lana
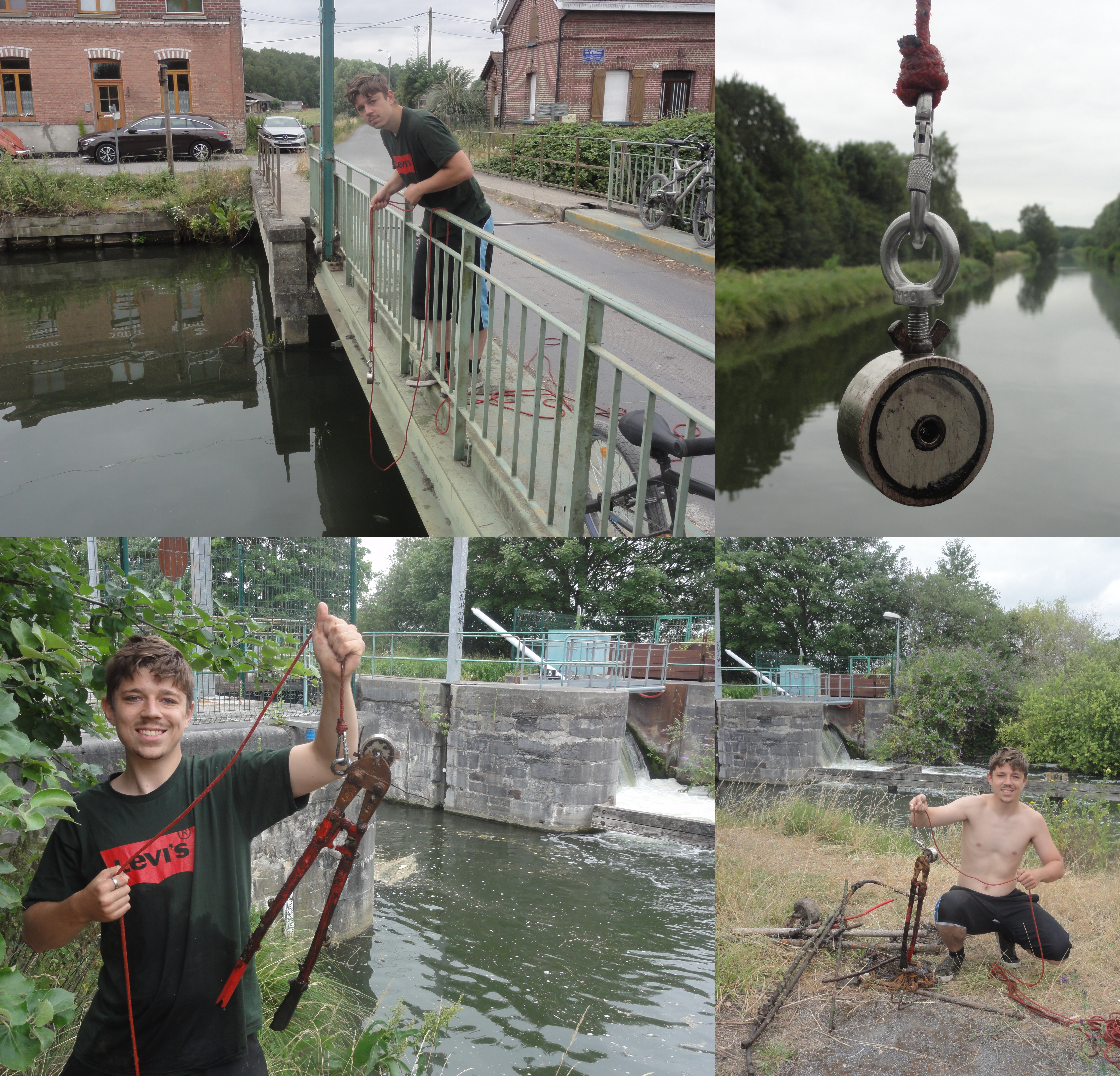
Lovci s magnety na magnet fishing